# 内沙布尔的阿塔

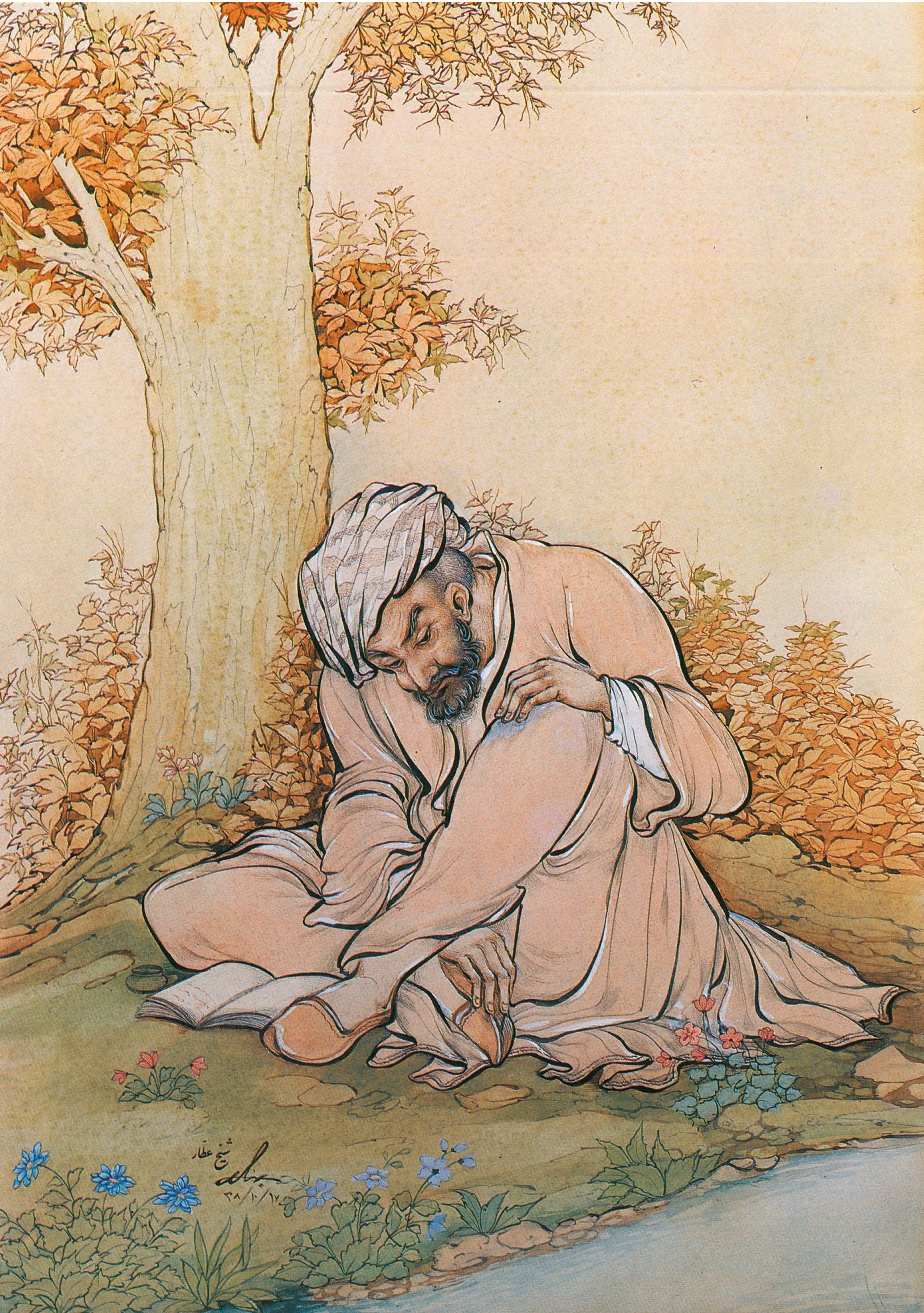
內沙布爾的阿塔，1960年水彩畫

阿布·哈米德·本·阿布·伯克尔·易卜拉辛（波斯語：ابو حامد بن ابوبکر ابراهیم，羅馬化：Abū Ḥamīd bin Abū Bakr Ibrāhīm，1145年—1221年），笔名法立德尔丁（羅馬化：Farīd ud-Dīn）、阿塔（羅馬化：ʿAṭṭār），常称作内沙布尔的阿塔，十二世纪的波斯诗人，蘇非主義理论学家，內沙布爾的圣徒传作者，其作品对后世的波斯诗歌和蘇非主義影响深远。他的代表作有《百鸟朝凤》和《神圣之书》（Ilāhī-Nāma）。